# Distrito electoral de Hyannis
Hyannis (en inglés: Hyannis Precinct) es un distrito electoral ubicado en el condado de Grant en el estado estadounidense de Nebraska. En el Censo de 2010 tenía una población de 301 habitantes y una densidad poblacional de 0,43 personas por km².

## Geografía
Hyannis se encuentra ubicado en las coordenadas 41°54′57″N 101°45′25″O / 41.91583, -101.75694. Según la Oficina del Censo de los Estados Unidos, Hyannis tiene una superficie total de 691.97 km², de la cual 685.7 km² corresponden a tierra firme y (0.91%) 6.26 km² es agua.

## Demografía
Según el censo de 2010, había 301 personas residiendo en Hyannis. La densidad de población era de 0,43 hab./km². De los 301 habitantes, Hyannis estaba compuesto por el 98.01% blancos, el 0% eran afroamericanos, el 0.33% eran amerindios, el 0% eran asiáticos, el 0% eran isleños del Pacífico, el 0% eran de otras razas y el 1.66% pertenecían a dos o más razas. Del total de la población el 1% eran hispanos o latinos de cualquier raza.